# Squadre di ginnastica ritmica ai Giochi della XXIX Olimpiade
Di seguito l'elenco delle ginnaste convocate per i Giochi della XXIX Olimpiade.

## Formazioni
| Azerbaigian          |                   |
| Ginnasta             | Data di nascita   |
| Anna Bitieva         | 17 novembre 1987  |
| Dina Gorina          | 1º novembre 1987  |
| Vəfa Hüseynova       | 10 novembre 1988  |
| Anastasiya Prosolova | 19 ottobre 1989   |
| Alina Trepina        | 16 settembre 1989 |
| Valeriya Yegay       | 13 dicembre 1986  |

| Bielorussia          |                  |
| Ginnasta             | Data di nascita  |
| Alesja Babuškina     | 30 gennaio 1989  |
| Anastasija Ivan'kova | 22 novembre 1991 |
| Zinaida Lunina       | 18 aprile 1989   |
| Hlafira Marcinovič   | 4 febbraio 1989  |
| Ksenija Sankovič     | 27 luglio 1990   |
| Alina Tumilovič      | 21 aprile 1990   |

| Brasile             |                  |
| Ginnasta            | Data di nascita  |
| Luana Faro          | 24 marzo 1990    |
| Daniela Leite       | 20 aprile 1988   |
| Tayanne Mantovaneli | 14 febbraio 1987 |
| Luisa Matsuo        | 8 agosto 1988    |
| Marcela Menezes     | 8 giugno 1986    |
| Nicole Muller       | 27 febbraio 1989 |

| Bulgaria         |                 |
| Ginnasta         | Data di nascita |
| Cveta Kuseva     | 6 gennaio 1989  |
| Jolita Manolova  | 5 ottobre 1989  |
| Zornica Marinova | 6 gennaio 1987  |
| Maja Paunovska   | 5 maggio 1988   |
| Joanna Tančeva   | 18 marzo 1989   |
| Tatjana Tongova  | 14 ottobre 1989 |

| Cina           |                  |
| Ginnasta       | Data di nascita  |
| Cai Tongtong   | 7 febbraio 1990  |
| Chou Tao       | 30 marzo 1988    |
| Lü Yuanyang    | 22 giugno 1983   |
| Sui Jianshuang | 1º febbraio 1989 |
| Sun Dan        | 4 settembre 1986 |
| Zhang Shuo     | 5 gennaio 1984   |

| Giappone      |                   |
| Ginnasta      | Data di nascita   |
| Yuko Endo     | 30 settembre 1991 |
| Chihana Hara  | 13 aprile 1989    |
| Saori Inagaki | 19 febbraio 1990  |
| Nachi Misawa  | 13 novembre 1989  |
| Kotono Tanaka | 18 agosto 1991    |
| Honami Tsuboi | 5 aprile 1989     |

| Grecia               |                  |
| Ginnasta             | Data di nascita  |
| Dīmītra Kafalidou    | 20 agosto 1991   |
| Vasilikī Maniou      | 25 novembre 1992 |
| Olga-Afroditī Pilakī | 12 gennaio 1989  |
| Paraskevī Plexida    | 26 giugno 1991   |
| Iōanna Samara        | 29 agosto 1991   |
| Nikoleta Tsagarī     | 14 luglio 1990   |

| Israele            |                  |
| Ginnasta           | Data di nascita  |
| Olena Dvornichenko | 3 novembre 1990  |
| Katia Pisetsky     | 26 febbraio 1986 |
| Maria Savenkov     | 2 agosto 1988    |
| Rahel Vigdozchik   | 1º maggio 1989   |
| Veronika Vitenberg | 9 settembre 1988 |
| -                  | //               |

| Italia             |                  |
| Ginnasta           | Data di nascita  |
| Elisa Blanchi      | 13 ottobre 1987  |
| Fabrizia D'Ottavio | 3 febbraio 1985  |
| Marinella Falca    | 1º maggio 1986   |
| Daniela Masseroni  | 28 febbraio 1985 |
| Elisa Santoni      | 10 dicembre 1987 |
| Anželika Savrajuk  | 23 agosto 1989   |

| Russia             |                  |
| Ginnasta           | Data di nascita  |
| Margarita Alijčuk  | 10 agosto 1990   |
| Anna Gavrilenko    | 10 luglio 1990   |
| Tat'jana Gorbunova | 23 gennaio 1990  |
| Elena Posevina     | 13 febbraio 1986 |
| Dar'ja Škurichina  | 3 ottobre 1990   |
| Natal'ja Zueva     | 10 ottobre 1988  |

| Spagna           |                   |
| Ginnasta         | Data di nascita   |
| Barbara González | 15 gennaio 1985   |
| Lara González    | 14 aprile 1986    |
| Isabel Pagán     | 24 luglio 1986    |
| Ana María Pelaz  | 24 settembre 1987 |
| Verónica Ruíz    | 23 gennaio 1989   |
| Elisabeth Salom  | 20 gennaio 1989   |

| Ucraina              |                   |
| Ginnasta             | Data di nascita   |
| Krystyna Čerepjenina | 21 novembre 1991  |
| Olena Dmytraš        | 1º dicembre 1991  |
| Alyna Maksymenko     | 10 luglio 1991    |
| Vira Peredryj        | 28 febbraio 1990  |
| Julija Slobodjan     | 25 settembre 1992 |
| Vita Zubčenko        | 4 marzo 1989      |